# حمله سایبری به نیروگاه اتمی آمریکا
حمله سایبری به نیروگاه اتمی آمریکا پس از گزارشهای منتشر شده هشداری وزارت امنیت داخلی و پلیس فدرال ایالات متحده در روز ۲۸ ژوئن (هفتم تیر) بازتاب پیدا کرد. این هشدارها به شرکتهای صنعتی در ارتباط با حمله سایبری به نیروگاه‌های اتمی و زیرساخت‌های شبکه برق رسانی داده شده بود. یکی از این نیروگاه‌های مورد حمله، نیروگاه اتمی وولف کریک در ایالت کانزاس است.

## گزارش مشترک وزارت انرژی و پلیس فدرال
روز جمعه هفتم ژوئیه ۲۰۱۷ مقام‌های امنیتی و اطلاعاتی آمریکا از حملات هکرها در ماه‌های مه و ژوئن ۲۰۱۷ به چندین نیروگاه هسته‌ای در ایالت‌های مختلف خبر دادند.
وزارت انرژی و پلیس فدرال آمریکا گزارش مشترکی از این حمله سایبری منتشر کردند و در توصیف این حمله سایبری از واژه‌های «پیشرفته و سرسختانه» استفاده کرده‌اند. وزارت انرژی آمریکا در این باره گفت: به دنبال حمله سایبری به نیروگاه‌های هسته‌ای این کشور در حال یاری رسانی به شرکتهای تولید و توزیع برق برای مواجهه با پیامدهای این حمله است.

## عاملان حمله
اشاره‌ای به هویت عاملان حمله سایبری به شرکتهای برق و نیروگاه‌های اتمی نشده‌است. اما وزارت امنیت داخلی آمریکا در گزارش فوری خود انگشت اتهام را به سوی یک دولت خارجی، نشانه رفته‌است. مسئولان و کارشناسان در گفتگو با نیویورک تایمز روش‌های استفاده شده از سوی این هکرها را شبیه شگردهایی دانستند که «هکرهای روسی در حملات قبلی به نیروگاه‌های تولید انرژی» از آن استفاده کرده بودند.

## گستردگی حمله
شبکه بلومبرگ پیش از تأیید حمله سایبری توسط وزارت انرژی آمریکا در گزارشی به مورد حمله قرار گرفتن دستکم دوازده نیروگاه اشاره کرده بود که تأسیسات هسته‌ای «وولف کریک» در ایالت کانزاس یکی از این نیروگاه‌های مورد حمله هکرها می‌باشد. هر چند در عملکرد این نیروگاه‌ها «خللی» وارد نشده‌است. این در حالی است که گزارش وزارت امنیت داخلی آمریکا به لحاظ فوریت و میزان تهدید فقط یک درجه با بالاترین میزان تهدید فاصله داشته‌است.

## جزئیات حمله
به نوشته نیویورک تایمز در گزارش وزارت امنیت داخلی آمریکا هدف هکرها از این حملات ترسیم نقشه ارتباطاتی نیروگاه‌ها با نیت استفاده در حملات بعدی بوده‌است. هکرها با ارسال ایمیل به مدیران و مهندسان برجسته این نیروگاه‌ها، در قالب درخواست کار و ارسال رزومه، تلاش کرده‌اند کدهای بدافزاری خود را وارد سیستم‌های نیروگاه کنند.